# 산 무수물
산 무수물(酸無水物, 영어: acid anhydride)은 산에서 물 분자를 제거하여 파생되는 화합물의 한 부류이다.
유기화학에서 유기산 무수물은 작용기 R(CO)O(CO)R'를 포함하고 있다. 유기산 무수물은 탈수 반응에서 2당량의 유기산에서 1당량의 물이 제거될 때 보통 형성된다.
무기화학에서 산 무수물은 산화물, 물과 반응하여 산소산(산소 또는 탄산을 포함하는 무기산)을 형성하거나 염기와 반응하여 염을 형성하는 산성 산화물을 지칭한다.

## 명명법
무기산 무수물의 명명법은 탈수를 거쳐 화합물을 형성하는 구성 카복실산의 이름에서 파생된다. 대칭형 산 무수물에서 단 하나의 구성 카복실산이 화합물을 형성하는 데 사용되는 경우(예: 프로피온산의 탈수, 2CH3CH2COOH → CH3CH2C(O)OC(O)CH2CH3 + H2O), 원래의 카복실산의 접두사만 사용하고 접미사로 "무수물"을 사용한다. 비대칭형 산 무수물에서 두 개의 다른 카복실산을 사용하여 무수물을 생성하는 경우(예: 벤조산과 프로판산 간의 탈수, C6H5COOH + CH3CH2COOH → C6H5C(O)OC(O)CH2CH3 + H2O), 반응하는 두 산의 접두사가 접미사 앞에 나열되며, 이 경우에 벤조산 프로판산 무수물이 생성되며 이는 대안적으로 벤젠카복실산 프로판산 무수물로 지칭될 수도 있다.

## 같이 보기
- 염기 무수물 – 물과 반응하여 수산화물 염을 형성하는 산화물